# UFC Fight Night: Till vs. Masvidal
UFC Fight Night: Till vs. Masvidal (também conhecido como UFC Fight Night 147 ou UFC on ESPN+ 5) foi um evento de MMA produzido pelo Ultimate Fighting Championship no dia 16 de março de 2019, no The O2 Arena, em Londres, Inglaterra.

## Background
A luta dos meio-médios entre o ex-desafiante Darren Till e Jorge Masvidal serviu de luta principal da noite.
Alessio Di Chirico era esperado para enfrentar Tom Breese no evento. Entretanto, Di Chirico saiu do combate no início de janeiro, por uma lesão e que seria necessário uma cirurgia. No dia 8 de janeiro, foi reportado que o brasileiro Cezar Ferreira seria seu substituto. Porém, Ferreira saiu do evento no dia 1 de fevereiro devido a uma lesão no joelho, para seu lugar foi chamado Ian Heinisch. Mas, no dia do evento, a luta foi cancelada por problemas no corte de peso de Breese.
Gokhan Saki estava programado para enfrentar Saparbek Safarov no evento. Entretanto, Saki saiu do combate em fevereiro após uma lesão desconhecida. Ele foi substituído pelo estreante Nicolae Negumereanu.
No dia da pesagem, Jack Marshman pesou 188 libras (85,3kg) ficando 2 libras acima do limite da categoria dos médios de 186 libras (84,4kg) em lutas que não valem o cinturão. 20% da sua bolsa foram para o seu adversário John Phillips.
Durante a transmissão do card principal do evento foi anunciado que o ex-campeão dos médios do UFC e inglês Michael Bisping será introduzido ao Hall da Fama do UFC.

## Card Oficial
Nota 1 Safarov perdeu um ponto por segurar continuadamente na grade. 

## Bônus da Noite
Os lutadores receberam $50.000 de bônus:
- Luta da Noite:  Jorge Masvidal vs.  Darren Till
- Performance da Noite:  Jorge Masvidal e  Dan Ige